# Полњи Водјеради
Полњи Водјеради (чеш. Polní Voděrady) је насељено мјесто са административним статусом сеоске општине (чеш. obec) у округу Колин, у Средњочешком крају, Чешка Република.

## Становништво
Према подацима о броју становника из 2014. године насеље је имало 161 становника.